# ISO 3166-2:BJ
ISO 3166-2:BJ è uno standard ISO che definisce i codici geografici del Benin; è il sottogruppo del codice ISO 3166-2 relativo al Benin.
Lo scopo dello standard è quello di stabilire una serie di abbreviazioni internazionali dei luoghi da utilizzare per le etichette di spedizione, i contenitori, e, più in generale, ovunque un codice alfanumerico possa essere usato per indicare una località in modo meno ambiguo e più pratico del nome completo.
I codici identificano le principali suddivisioni geografiche chiamate dipartimenti. La prima parte è costituita dal codice ISO 3166-1 BJ, identificativo del Benin, mentre la seconda parte è costituita da un gruppo di due caratteri alfabetici.

## Codici

### Dipartimenti
| Codice | Dipartimento |
| ------ | ------------ |
| BJ-AK  | Atakora      |
| BJ-AL  | Alibori      |
| BJ-AQ  | Atlantico    |
| BJ-BO  | Borgou       |
| BJ-CO  | Colline      |
| BJ-DO  | Donga        |
| BJ-KO  | Kouffo       |
| BJ-LI  | Litorale     |
| BJ-MO  | Mono         |
| BJ-OU  | Ouémé        |
| BJ-PL  | Altopiano    |
| BJ-ZO  | Zou          |

## Aggiornamenti
L'ultimo aggiornamento dello standard ISO 3166-2:BJ risale alla newsletter ISO 3166-2:2002-05-21. Allo stato attuale, i codici coprono tutti i dipartimenti del paese.